# الطريق الأوروبي E50
الطريق الأوروبي E50 هو طريق بين الشرق والغرب عبر القارة الأوروبية. يربط الميناء البحري الرئيسي برست بفرنسا مع محج قلعة على بحر قزوين في جمهورية داغستان الروسية.